# Hoek van Holland
Hoek van Holland er en havneby ud for Rotterdam i det sydlige Holland. Byen ligger på kysten ud til Nordsøen og den har et areal på 16,7 km², hvoraf 13,9 km² er på land. Byen har 10.146 indbyggere (1. juli 2016) og den er en del af Rotterdams kommune.
Der er dagligt flere færgeafgange til England i (Storbritannien).
Stormflodssikringen Maeslantkering ligger i nærheden. Det samme gør nabobyerne Monster, 's-Gravenzande, Naaldwijk og Delft mod nordøst og Maassluis mod sydøst. På den anden side af kanalen ligger Europoort og Maasvlakte. Der er mange klitter ved den brede sandstrand, som på en ca. 18 km lang strækning, ligger langs kysten til Scheveningen. Langs stranden er der vandrestier og cykelstier og en sektion er forbeholdt naturister.

## Transport

### Havne
Berghaven er en lille havn ved Nieuwe Waterweg som er hjemsted for lodserne ved Rotterdam Havn og Europoort. Havnen er forbeholdt lodserne, myndighedernes både samt søredningstjenesten.

### Færger
Der har været færgeforbindelse til det østlige England i Storbritannien siden 1893, undtagen under verdenskrigene. Der er for tiden to ruter, som begge er sejles af Stena Line.
Den væsentligste rute transporterer passagerer, personbiler, lastbiler og gods til Harwich, Essex , mens den anden kun transporterer lastbiler og gods og kun om natten til North Killingholme Haven, Lincolnshire. Siden 1. januar 2016 afsejler skibet til Harwich kl. 14:15 (lørdag og søndag dog kl. 13:45) samt alle dage kl. 22:00 mens færgen til North Killingholme sejler kl. 20:00 (lørdag og søndag dog kl. 20:45) .
Endelig sejler hurtigfærgen "De Nieuwe Prins" (Den nye prins) til Maasvlakte i Rotterdam Havn. Sejladsen udføres af RET.

### Tog og bus
Jernbanen åbnede 1893. Der er to jernbanestationer:
- Hook van Holland Strand station, som ligger for enden af jernbanen og nærmest stranden
- Hook van Holland Haven station, som ligger nærmest bymidten og ved siden af færgeterminalen og den lille havn Berghaven.

Jernbanen har forbindelse til Rotterdam via Maassluis, Vlaardingen og Schiedam, og togene kører hver halve time i dagtimerne.
"Veolia Transport Nederland" har busrute 35 mellem Hoek van Holland Haven Station og "OV-knooppunt Leyenburg".

### Motorveje
Der er 10 km til "Motorvej A20", som giver forbindelse mod øst til Rotterdam og Utrecht, mens der er 17 km til "Motorvej A4", som giver forbindelse mod nord til Haag og Amsterdam.

## Historie
Området omkring Hook van Holland blev skabt som en sandplade ved udmundingen af Rhinen (Maas), som efter St. Elizabeths oversvømmelsen 1421 sandede til i stigende grad. Man overvejede flere planer for hvordan vandvejen til Rotterdam kunne forbedres. I 1863 besluttede man endeligt at opføre Nieuwe Waterweg (Den nye vandvej) der skulle skabe en forbindelse for oceangående skibe fra Nordsøen til Rotterdam Havn. Anlægget blev gravet i årene 1866-1868.
Efter 2. verdenskrig udviklede Hook van Holland sig til en badeby.

### 2. Verdenskrig
Anden verdenskrig har sat sine spor. Bydelen "de Oude Hoek" (det gamle hjørne), som var byens strandpromenade, blev næsten helt ødelagt i krigen, da tyskerne opførte det enorme tyske bunker kompleks Atlantic. Den bestod af i hundredvis af beskyttelsesbunkere, som skulle forsvare vandvejen til Rotterdam. Bunkerne er stadig stort set intakte, og en del af dem er åbne for offentligheden, såvel som den hollandske pansrede fæstning "Nederlandse pantserfort".

## Museer
Hoek van Holland har flere museer:
- Atlantikwall-museum (Atlantic Museum)
- Udstillingspavillionen om vandvejene "Waterwegcentrum"
- Kassenmuseum Jan Knijnenburg
- Keringhuis van de Maeslantkering
- Søfartsmuseet "Museum Verenigde Nederlandsche Scheepvaartmaatschappij"
- Fortet fra 1881, Pantserfort aan den Hoek van Holland
- Reddingsmuseum Jan Lels
- Færgen Museet "Het Veerdienstmuseum"
- Rock Art Museum, dedikeret til pop musik
- Kystbelysningsmuseet, "Het Kustverlichtingsmuseum", har til huse i det gamle fyrtårn

## Søredningsstation
Hoek van Holland har siden 1824 haft en søredningsstation. I dag er redningsbåden og søredningsstationen drevet af stiftelsen "Koninklijke Nederlandse Redding Maatschappij (KNRM)".

## Stormflodssikringen af Nieuwe Waterweg
Mellem Maassluis og Hook van Holland ligger den sidste del af stormflodssikringen Maeslantkering. Maeslantkering beskytter flodudløbene i det sydlige Holland mod højvande fra Nordsøen. Maeslantkering har to enorme hvide porte som kan lukkes for at beskytte flodområdet og havnene.

## Fjernvandrerute
Den europæiske fjernvandrerute E9 går gennem Hoek van Holland, men lokalt kaldes vandreruterne North Sea Trail, Deltapad og Visserspad.

## Eksterne links
- Wikimedia Commons har flere filer relateret til Hoek van Holland
- Byens officielle hjemmeside Arkiveret 2. februar 2001 hos  Wayback Machine
- Hook of Holland VVV (turistinformation)
- Færgelinien Hoek van Holland - Harwich